# 中國大學

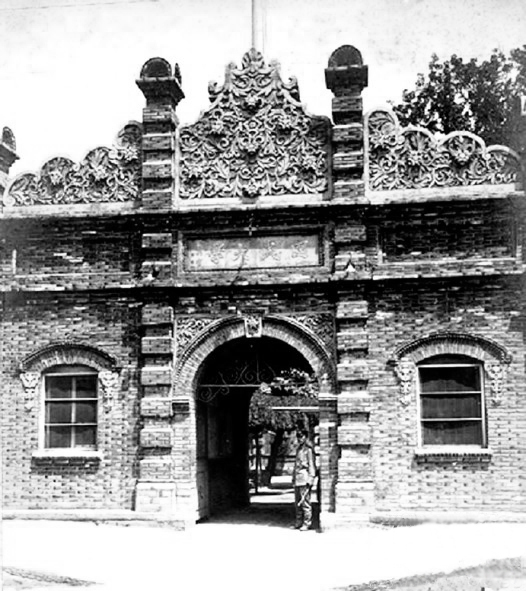
1925年北京的中国大学迁址前，位于前门内西城根的老校址的校门

中国大学是中华民国时期设在北京（1928年改称北平）的一所私立大学，由孙中山、宋教仁、黄兴等国民党人士创办于1912年。
1949年学校停办，其附属中学后更名北京市第二十九中学办学至2008年。

## 沿革
孙中山等人于1912年冬仿日本早稻田大学创办该校，初名国民大学，位于前门内西城根原“愿学堂”校址内外（后为中国大学附属中学校址，现已拆毁改建全国人大机关办公楼）。
1912年冬，宋教仁报请北京政府批准办学，并由政府拨给8.45万两白银用作开办经费。随后，宋教仁召集部分国民党人士组成学校董事会。孙中山是校董之一。董事姚憾出面租下位于前门内西城根“愿学堂”的数十间房，作为校舍。此后，董事们订立校章、课程及规则，并发招生广告，聘任中外教员。校名定为 “国民大学”。即将开学时，首任校长宋教仁于1913年3月19日在上海遇刺身亡。乃改由校董黄兴出任第二任校长，由彭允彝代行校长职务。
1913年4月13日，国民大学及附属中学正式开学，开学典礼在学校院内举行。上午10时，鸣校钟奏乐，举办开学典礼。先由彭允彝代读校长黄兴的讲话（黄兴时在南京，未能出席典礼），袁世凯的特派员梁士诒致贺词，教育总长陈振先讲话。国民大学设教务、总务、庶务、会计等机构，初设四个部：大学部（下设文、法、商三科）、专门部（下设法、商两科）、法政别科部、附属中学部。
1913年二次革命爆发后，开办经费被北洋政府收回，学校由官办改为民办。1914年1月，学校与上海吴淞的中国公学合并，改称中國公學大學部。
1917年3月5日，经董事会决定，将校名改为“中国大学”。1921年起，由王正廷长期担任中国大学校长。此时，在校学生已有千余人，原有校舍过于狭小，经校长与校董努力，于1925年6月购买了西单二龙坑郑王府房产（后为新皮库胡同乙12号，今为中华人民共和国教育部所在地）。1925年9月，中国大学大部分机构均迁至新校址开学。1930年，在前门西城根旧址成立中国大学高级附属中学部。同年10月南京国民政府教育部令：在理学院未成立之前，须以“中国学院”名称定案。1930年秋，设置总务长、教务长。1933年2月，附属中学增设初中部。1933年8月成立法科。1933年10月开设理科，设理化、生物两系。1936年筹建科学馆，并兴建理科大楼。
1936年10月，王正廷调任中国驻美国大使，经董事会决定，推选常务理事会主任何其巩代理校长。1937年7月卢沟桥事变爆发后，河北地区各大学院或南迁或停办，本校奉令留北平，教育青年。其间，还掩护了许多抗日地下工作者。1938年收受借读生，扩充新班增加名额，原北平各高校留下的教师也纷纷来该校任教。在日本占领下，本校抗日师生遭逮捕监禁者甚多。当时本校的经费及环境变化甚大。时任日本傀儡政權中华民国临时政府教育部总长汤尔和、次长方宗鳌皆是何其巩的多年好友，才使本校幸存。日本占领时期，经何其巩与蒋介石及重庆国民政府教育部秘密联系，自1939年起，重庆国民政府教育部又拨发部分经费。1943年夏，经董事会议决改为大学制度，后又更名为中国大学，并设立文、理、法3个学院。除了原有各系之外，又增设了商学系和数理系。1944年，增设史学系，并设文科、法科两个研究院。1945年日本投降后，国民政府教育部宣布，该校与后方大学同等待遇，学生无需经过甄审。何其巩也被蒋介石委任为国民政府军事委员会委员长驻北平代表。何其巩托张卓然向国民政府教育部提出，希望教育部补助经费，并正式承认中国学院改称“中国大学”并立案；但教育部回复称“中国学院准备每月补助2000元，改大一节，暂勿庸议”，即给以微薄的补助、且不准改称“中国大学”。何其巩对教育部长陈立夫十分不满。
1946年春，该校首次成立了“学生自治会”，该会的主要负责人是全校各班的班代表选举产生，其中除了副主席竇世明实际是中统特务外，其余部长以上负责人均为进步学生。当时，学生自治会为了解决学校经费困难，要求将该校改为国立大学，并决定举行罢课游行，派代表赴南京请愿，且提出学校经费问题如不解决则誓不罢休。学生自治会提出的要求获得全校师生拥护。该校内的亲中国国民党方面人员对此很担心，怕学生运动的领导权因此落入进步学生手中。当时，中国国民党的党特机关对此事态发展也非常重视，怕事情闹大，他们曾一度希望何其巩校长出面干预；但何其巩不但未干涉，反表同情及支持，遂引起国民党当局及该校内亲国民党人员的不满。此外，何其巩并非蒋介石的嫡系，也不积极反共。由此，该校内亲国民党人员及其领导机关经多次密谋后，决定采用苦肉计，制造所谓“何其巩收买暴徒刺杀学生会副主席竇世明”的假案。1946年暑假的某日夜间，中统局北平区学运组（设在西单粉子胡同）制造了该假案；中国大学的中统中心组长竇世明用剃须刀片将自己右臂划开一道伤口，并扯破自己上衣，在脸上涂满鲜血，随后回到校内，声称被暴徒打伤。由于这起假案的影响，1946年夏，何其巩被迫离开该校。此时，该校组成“教授会”，并推选反对何其巩的总务长韩道之代行校长职务。
1949年1月北平被中國人民解放軍接管后，同年3月，中国大学因生员缺乏及经费匮乏停办，部分院系教授及学生合并到华北大学和北京师范大学，所遗校舍成为中央人民政府教育部的办公场所，今为中华人民共和国教育部办公场所。
中国大学附属中学一直在中国大学的老校址办学。1949年北平被中國人民解放軍接管后，该中学更名为“新生中学”，后又更名为“新英中学”，1952年更名为“北京市第二十九中学”。2008年该校结束，原址改建全国人大机关办公楼。
2013年4月13日，中国大学北京校友会在北京举办中国大学建校100周年纪念活动，51位80岁以上的校友从中国各地赶来参加。北京中山堂和中国大学校友会联合举办的中国大学百年纪念展览于4月9日开幕。

## 学生运动
1919年五四运动中，中国大学学生率先列队参加，多数学生被打或被捕，其中部分人员被警察厅关押半个多月，后经校长姚憾与其他院校的6位校长联名保释。
1931年九一八事变后，中国大学辽宁籍学生曾组织抗日救国团。1931年9月21日，中国大学召开反日救国大会。中国大学学生李兆麟由此赴抗日前线，后来成为知名的抗联将领。
1935年一二·九运动中，12月9日晨，军警封锁了中国大学，中国大学学生会主席董毓华等人率学生队伍越墙出校，涌上街头，最早来到中南海新华门请愿。12月16日在北平举行的抗日大游行中，董毓华和其他同学夺过军警手中的水龙反射军警，中华人民共和国时期的中学历史课本上一二·九运动的图片便是依据当时现场抢拍的此幅照片绘制。1935年12月22日，北平学联在中国大学逸仙堂举办血衣展览，展出 “一二·九”、“一二·一六”事件中各学校受伤学生的血衣数百件。该展览是由中国大学学生董毓华和白乙化筹办。白乙化不久也赴抗日前线，成为平西抗日游击战知名将领。

## 领导

### 董事
汪精卫、冯玉祥、张学良、阎锡山等曾任名誉总董事；孔祥熙、孙科等曾任董事长。

### 校长
- 宋教仁（1912年-1913年3月22日逝世）
- 黄兴（1913年-1914年）
  - 彭允彝（1913年-1914年）（代理校长）
- 黄云鹏（1914年-1914年）
- 林长民（1914年-1915年）
- 王印川（1915年-1916年）
- 姚憾（1916年-1921年）
- 王正廷（1921年-1936年）
  - 祁大鹏（？-1936年）（总务长主持校务）
- 何其巩（1936年10月-1946年10月）（代理校长）
  - 韩道之（1946年-？）（总务长主持校务）
- 王正廷（1947年-1949年）

## 校友
中国大学及附属中学具有深厚的学术及革命传统，鲁迅、胡适、马寅初、张申府、张岱年、黎锦明、蓝公武、翁独健、唐纪翔、孟昭威、傅铜、童德禧、李乔萍、余兰园、武兆发、张春霖、石子兴、陈瑾琨、左文浩、李飞生、杨伯屏、王光琦、邸维周、张锡彤、王静如、魏重庆、蔡亮澄、孔益人、秦竹桑、张子高、曹靖华等学者以及吴承仕、李大钊、李达、杨秀峰、齐燕铭、张致祥、陈伯达等“红色教授”曾在此任教。冯雪峰、崔月犁、宋汝棼、黎光等人均曾在中国大学活动。
学生当中出了李兆麟、白乙化、董毓华、谢和赓、段君毅、任仲夷、彭子冈、胡底、吳兆南、张致祥、徐才、李大伟等著名人物。